# Ölpest an der israelischen Mittelmeerküste 2021

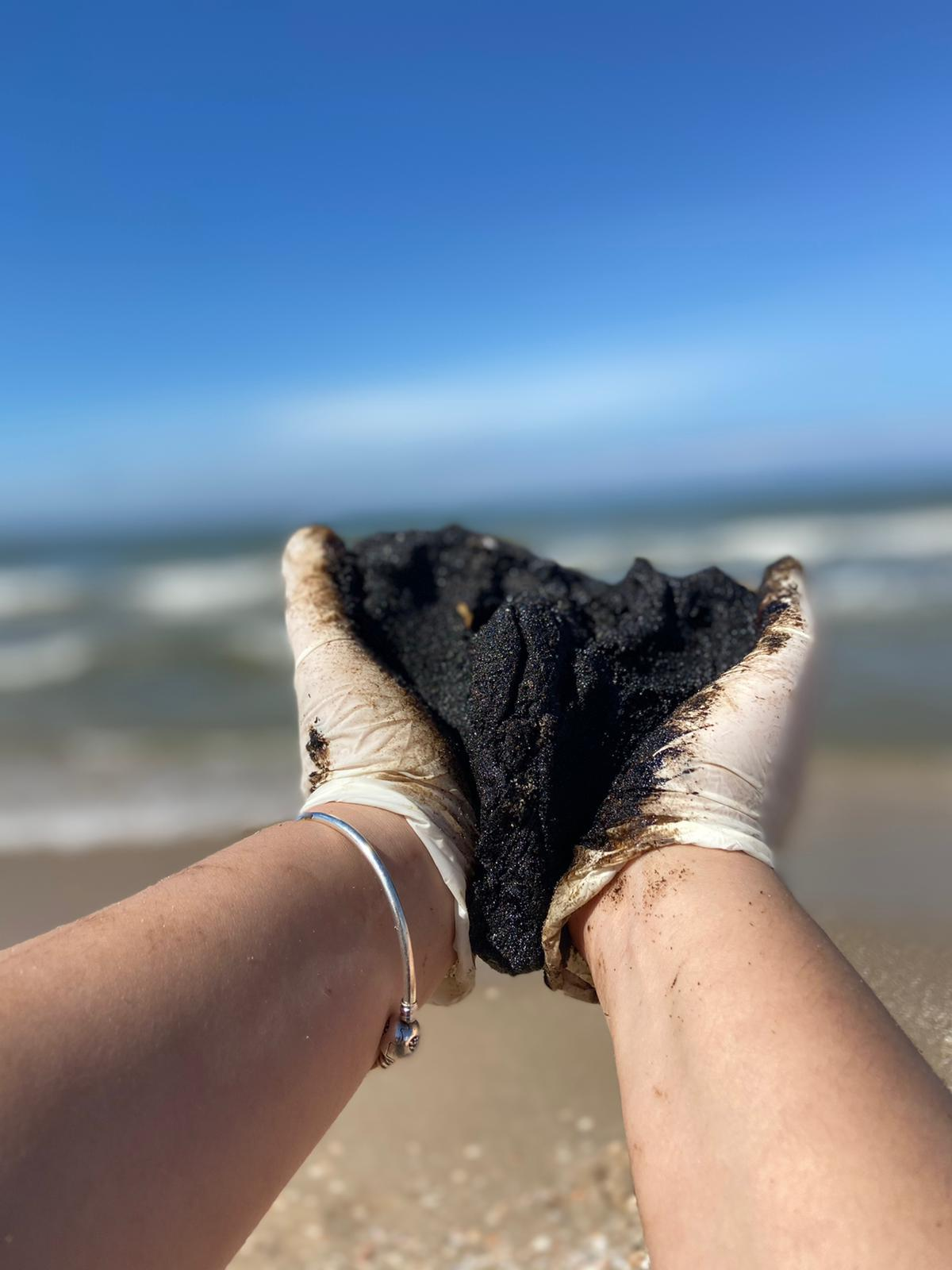
Teerklumpen am Nitzanim Strand zwischen Aschkelon und Aschdod

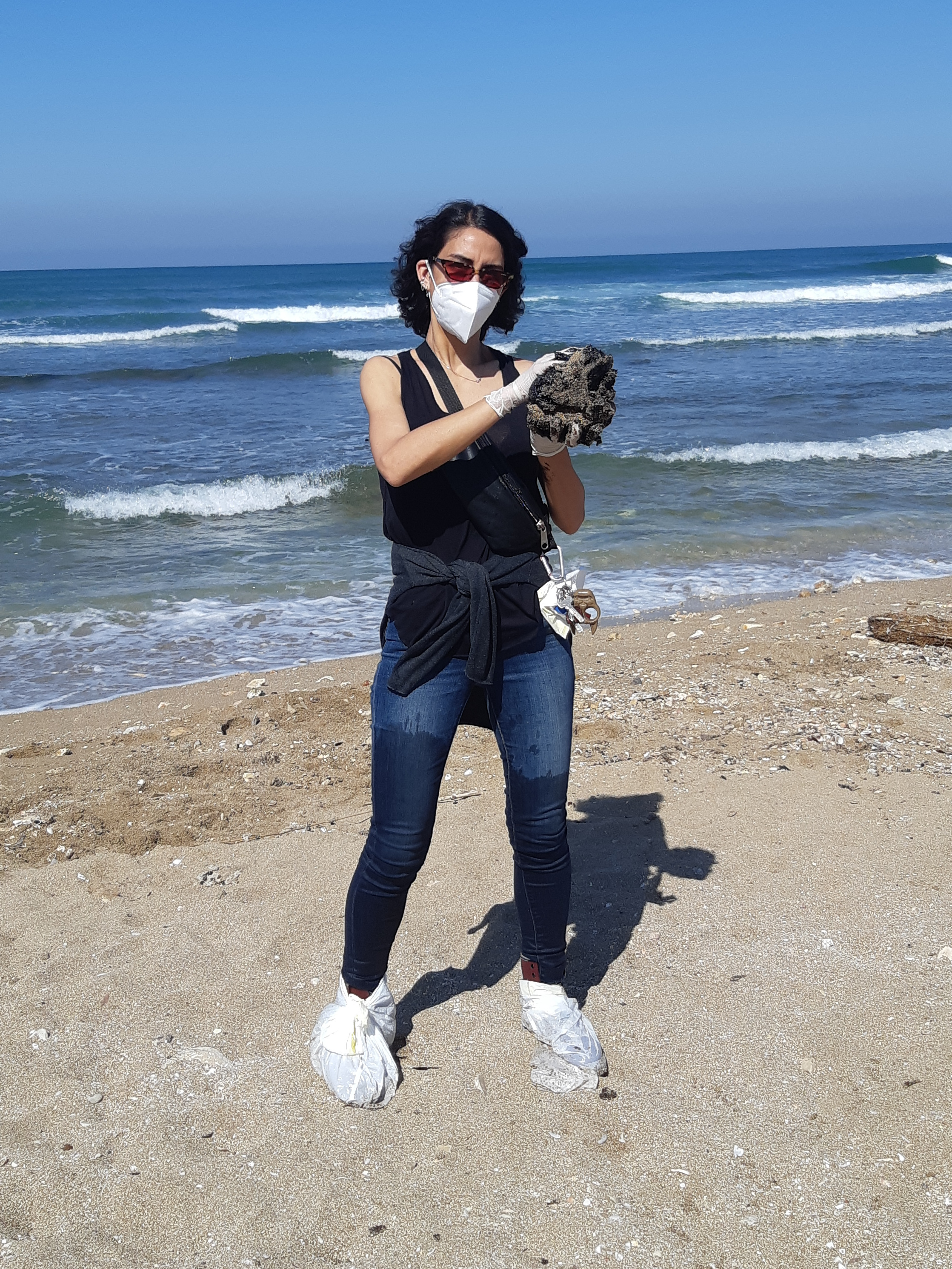
Eine freiwillige Helferin mit Ölklumpen an der Hubert Humphrey Street in Haifa am 26. Februar 2021
Photo: Hanay

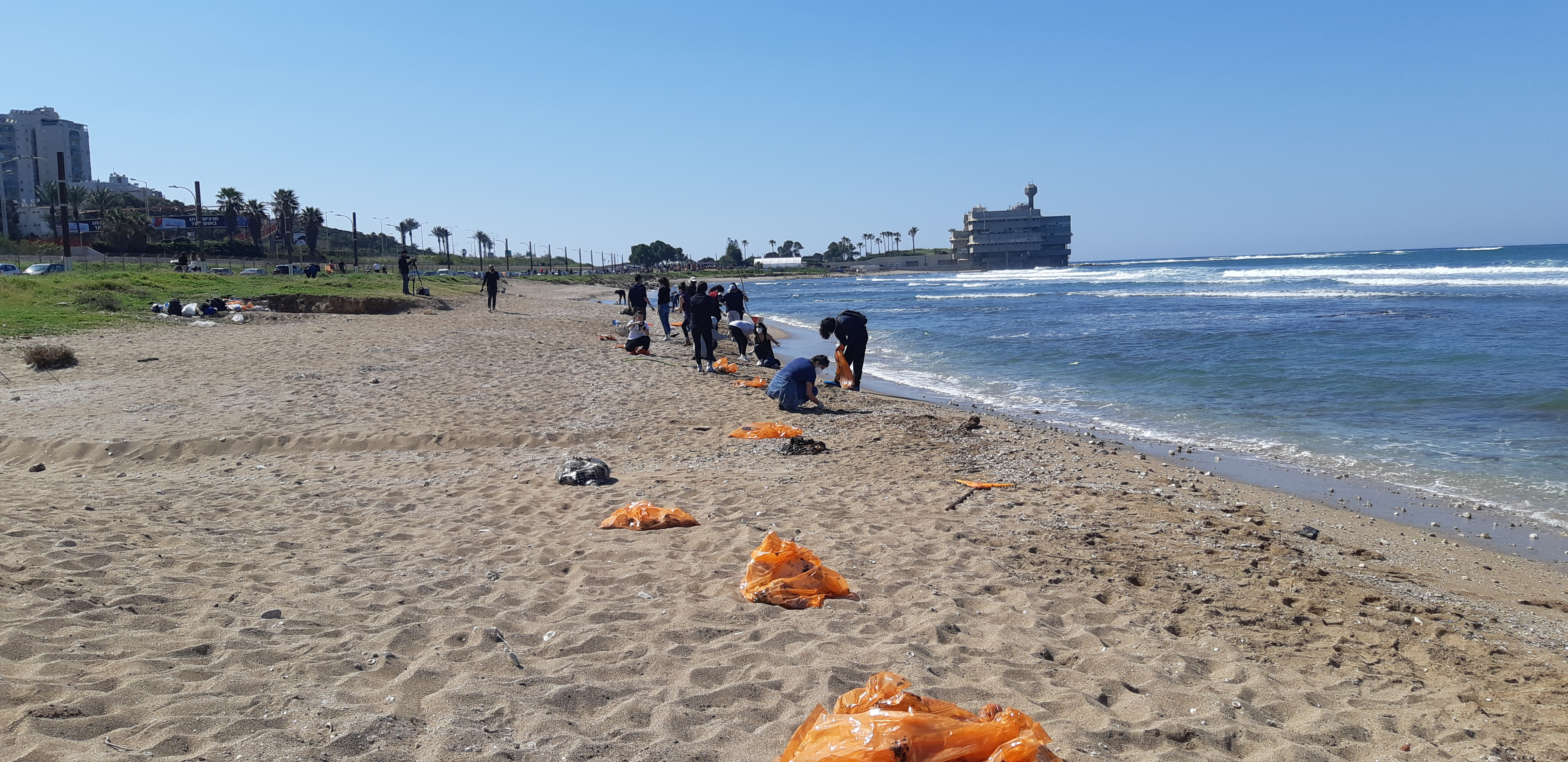
Reinigung eines Strandes in Haifa von Teerresten durch freiwillige Helfer (Februar 2021)

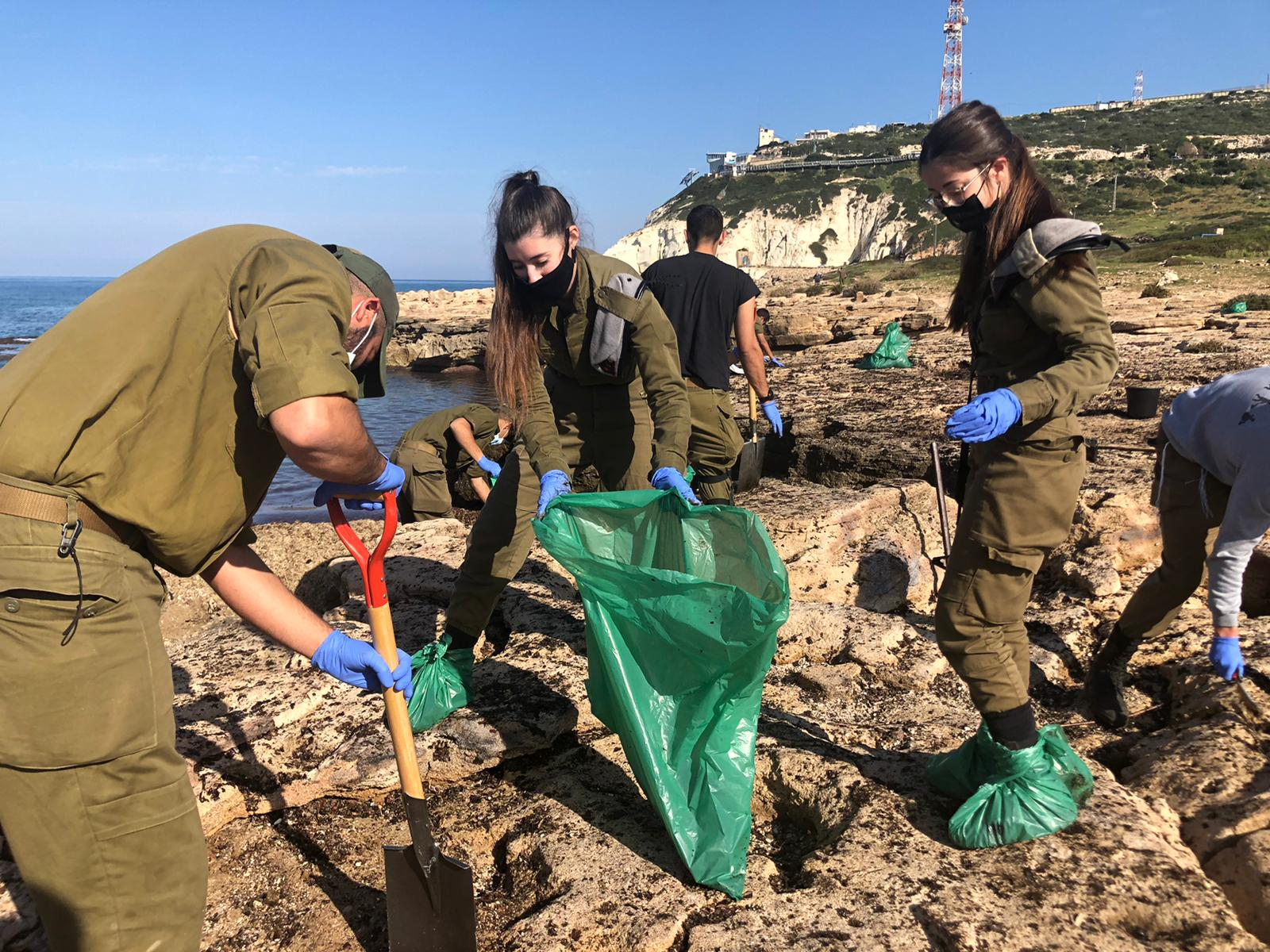
Israelische Soldaten bei der Reinigung der Strände in Rosch haNikra (Februar 2021)

Ab Mitte Februar 2021 wurde eine Verschmutzung der Israelischen Mittelmeerküste von Naharia im Norden bis nach Zikim, nahe dem Gazastreifen, im Süden festgestellt. Die seit Jahrzehnten schwerste Ölpest vor Israels Mittelmeerküste veranlasste die Regierung, die Strände ab dem 21. Februar bis auf Weiteres zu schließen.

## Ursache
Die Ursache der Ölpest ist nicht geklärt. Laut israelischem Umweltministerium fiel eine dunkle Fläche an der Meeresoberfläche 50 km vor der Küste des Landes erstmals am 11. Februar 2021 auf Fernerkundungsdaten auf. Laut BBC wird angenommen, dass die Öllast von einem Schiff verklappt wurde. Das Umweltministerium teilte mit, dass am 11. Februar zehn Schiffe in der Gegend gewesen seien.

Wie Wall Street Journal am 11. März 2021 berichtete, ist davon auszugehen, dass die Ölpest durch israelische Angriffe auf iranische Tankschiffe, die Öl nach Syrien liefern sollen, verursacht wurde:
"Israel has targeted at least a dozen vessels bound for Syria and mostly carrying Iranian oil out of concern that petroleum profits are funding extremism in the Middle East, U.S. and regional officials say, in a new front in the conflict between Israel and Iran. Since late 2019, Israel has used weaponry including water mines to strike Iranian vessels or those carrying Iranian cargo as they navigate toward Syria in the Red Sea and in other areas of the region. Iran has continued its oil trade with Syria, shipping millions of barrels and contravening U.S. sanctions against Iran and international sanctions against Syria.
Some of the naval attacks also have targeted Iranian efforts to move other cargo including weaponry through the region, according to U.S. officials.

The attacks on the tankers carrying Iranian oil haven’t been previously disclosed. Iranian officials have reported some of the attacks earlier and have said they suspect Israeli involvement."

## Verlauf
Ab dem 16. Februar 2021 wurden mehrere Tonnen Teer an die Strände an einem 160 Kilometer langen Küstenabschnitt zwischen Rosch haNikra und Aschkelon angeschwemmt. Begünstigt wurde dies durch starken Wind und ungewöhnlich hohe Wellen eines Wintersturms. Dies verhinderte auch eine frühzeitige Erkennung des sich nähernden Teers und dessen Beseitigung auf See.

### Eindämmung und Reinigung
Über 4000 Helfer der Organisation EcoOcean und weitere Naturschützer begannen ab dem 21. Februar 2021 die Strände manuell zu reinigen. Das israelische Militär sagte zu, mehrere Tausend Soldaten zur Unterstützung abzustellen.

### Maßnahmen der israelischen Behörden
Alle Strände Israels wurden von den Behörden geschlossen. Es erging ein Aufruf an die Bevölkerung, nicht schwimmen zu gehen und nicht am Strand Sport zu treiben, da die Umweltverschmutzung die Gesundheit gefährden könne.
Israels Ministerpräsident Benjamin Netanyahu besuchte den Strand nahe der Hafenstadt Aschdod und kündigte an, das Umweltministerium werde einen Plan zur Säuberung der Strände ausarbeiten.
Das israelische Umweltschutzministerium erklärte, die Verschmutzung sei auf dutzende bis hunderte Tonnen Erdöl zurückzuführen, die aus einem Schiff ausgelaufen oder von einem Tanker illegal ins Meer abgelassen worden seien. Gemeinsam mit europäischen Behörden arbeite man daran, den Verursacher zu ermitteln. In Frage kämen neun Schiffe, die sich am 11. Februar 2021 etwa 50 Kilometer vor der Küste befunden hätten.
Das Beseitigen der Umweltverschmutzung werde Monate bis Jahre in Anspruch nehmen, sagten Behördenvertreter. Umweltministerin Gila Gamliel (Likud) sagte, ihr Ressort schätze die Kosten für die Reinigungsarbeiten auf Dutzende Millionen Schekel (mehrere Millionen Euro). Medien berichteten, die Kosten würden auf 10 Millionen Schekel (entspricht ca. 2,5 Mio. Euro) geschätzt. Die Natur- und Parkbehörde Israels INPA bezeichnete die Verschmutzung als schlimmste Naturkatastrophe seit Jahren.
Auf Antrag des Umweltministeriums wurden am 22. Februar von einem Gericht in Haifa Zensurmaßnahmen genehmigt: Veröffentlichungen über Namen von Personen oder Schiffen, Häfen, Navigationsrouten oder Fracht, die zu einer Identifizierung von Verdächtigen führen könnten, wurden verboten. Israelische Medien bezeichneten dies als überzogen. Die Umweltschutzorganisation Adam Teva veDin warnte vor einem Vertrauensverlust in Regierung und Behörden durch diese Maßnahme und kündigte eine Prüfung rechtlicher Schritte gegen die Zensur an. Ein Vertreter des Umweltforschungszentrums in Haifa warf dem Ministerium Versäumnisse in der Vorbeugung derartiger Katastrophen und mangelnde Transparenz vor.

## Gesundheits- und Umweltschäden
Es wurden zahlreiche angeschwemmte Meerestiere wie Fische, Schildkröten und Seevögel gefunden, die mit einem schwarzen, klebrigen Film bedeckt waren. Ein junger, etwa 17 Meter langer Finnwal wurde tot an einen Strand im Süden des Landes angespült. Er war nach Erkenntnissen von Wissenschaftlern des israelischen Landwirtschaftsministeriums an der Aufnahme der zähflüssigen Ölabbauprodukte gestorben. Zahlreiche Korallenriffe an Israels Küste waren mit einer Teerschicht bedeckt. Dadurch ist nach Angaben der Natur- und Parkbehörde die Existenz einer seltenen Meeresschnecke gefährdet, die erst vor kurzem wiederentdeckt worden war. Das gesamte Ökosystem der Küste sei auf Jahrzehnte geschädigt.
Mehrere Helfer klagten nach dem Einatmen giftiger Dämpfe über Unwohlsein und wurden in Krankenhäuser gebracht.

## Siehe auch

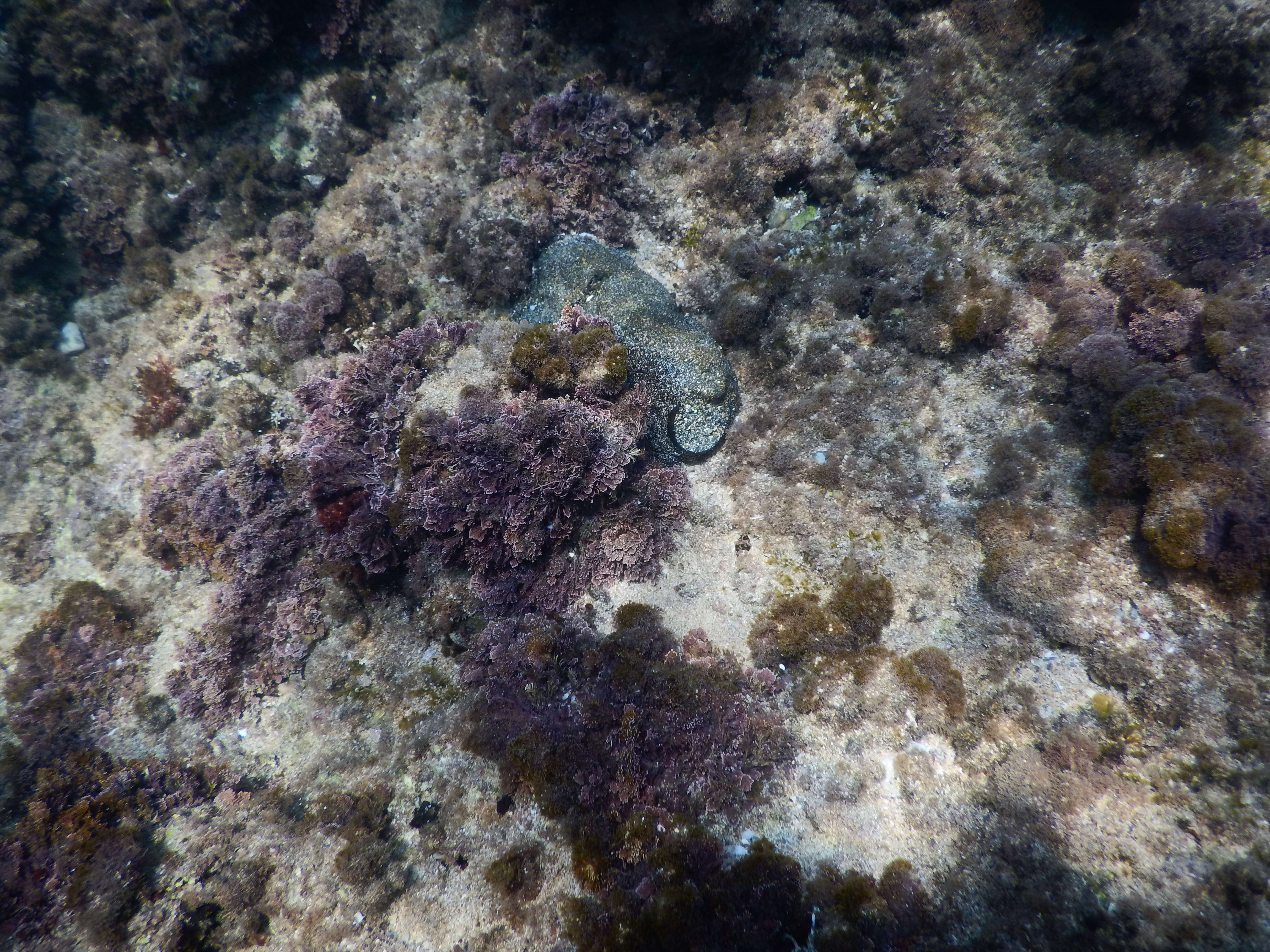
Teerklumpen im Wasser bei Rosch haNikra
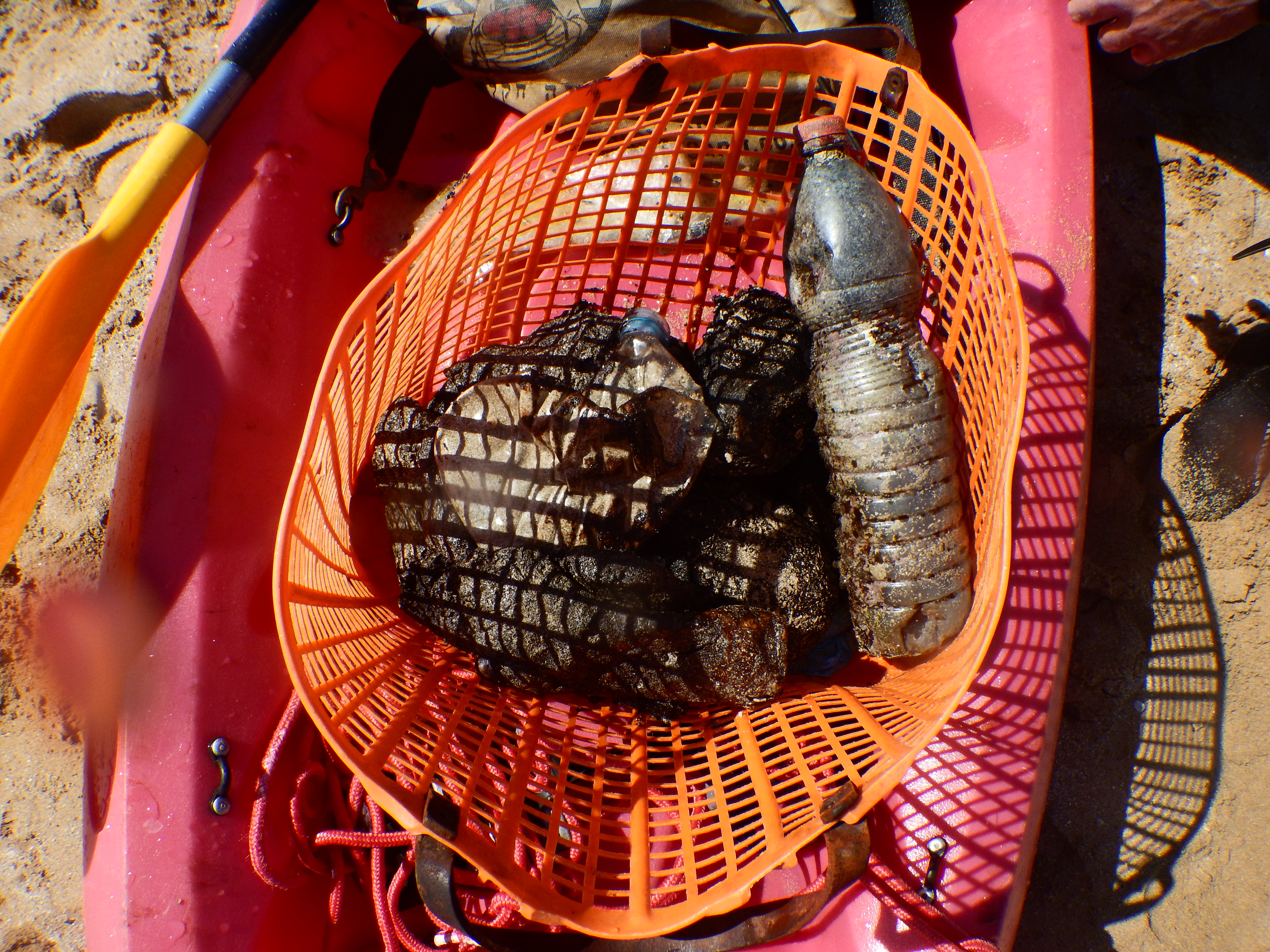
Teer, der sich an im Wasser treibenden Abfällen angesammelt hat
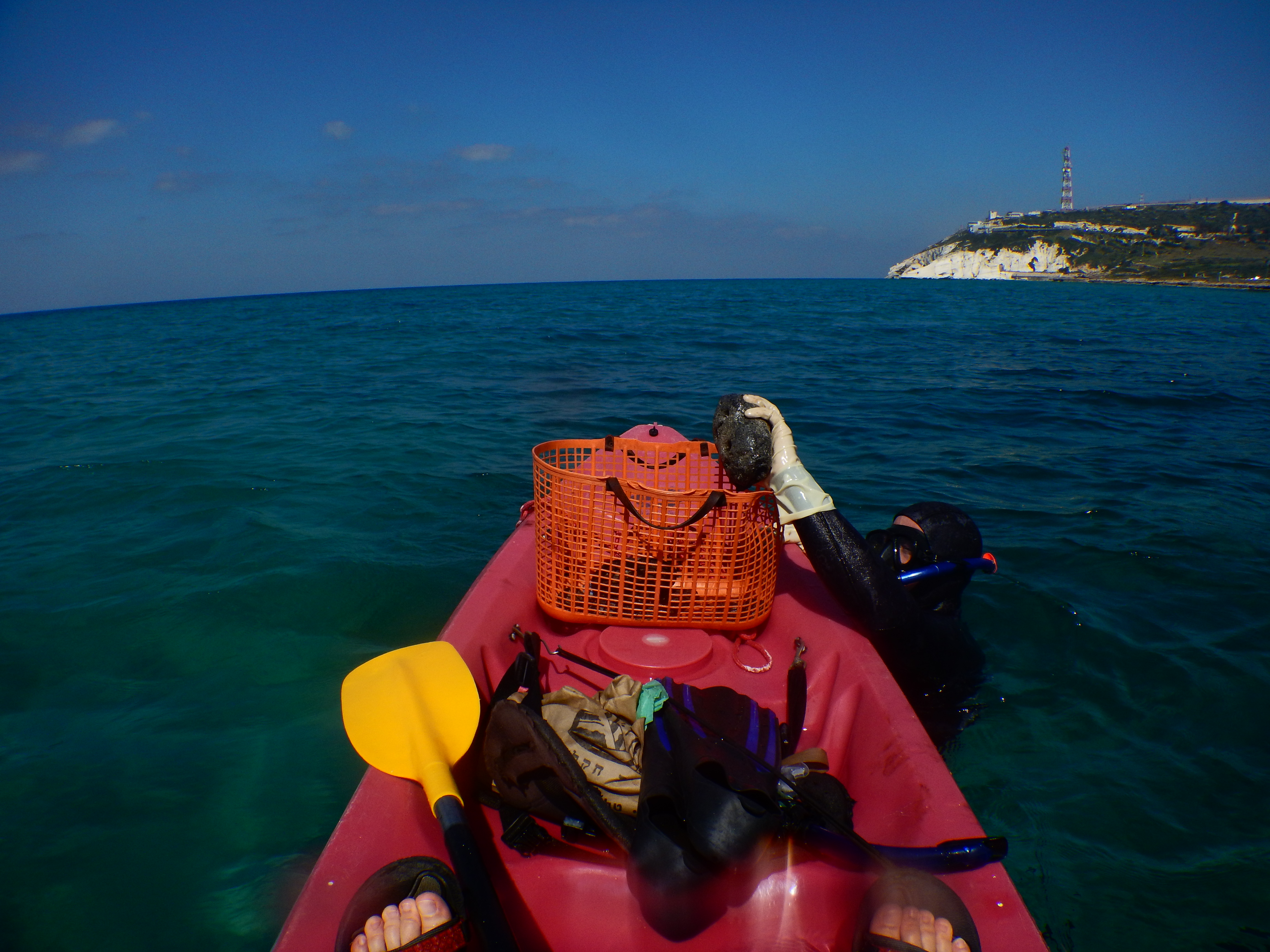
Sammlung von Teerklumpen im Wasser bei Rosch haNikra
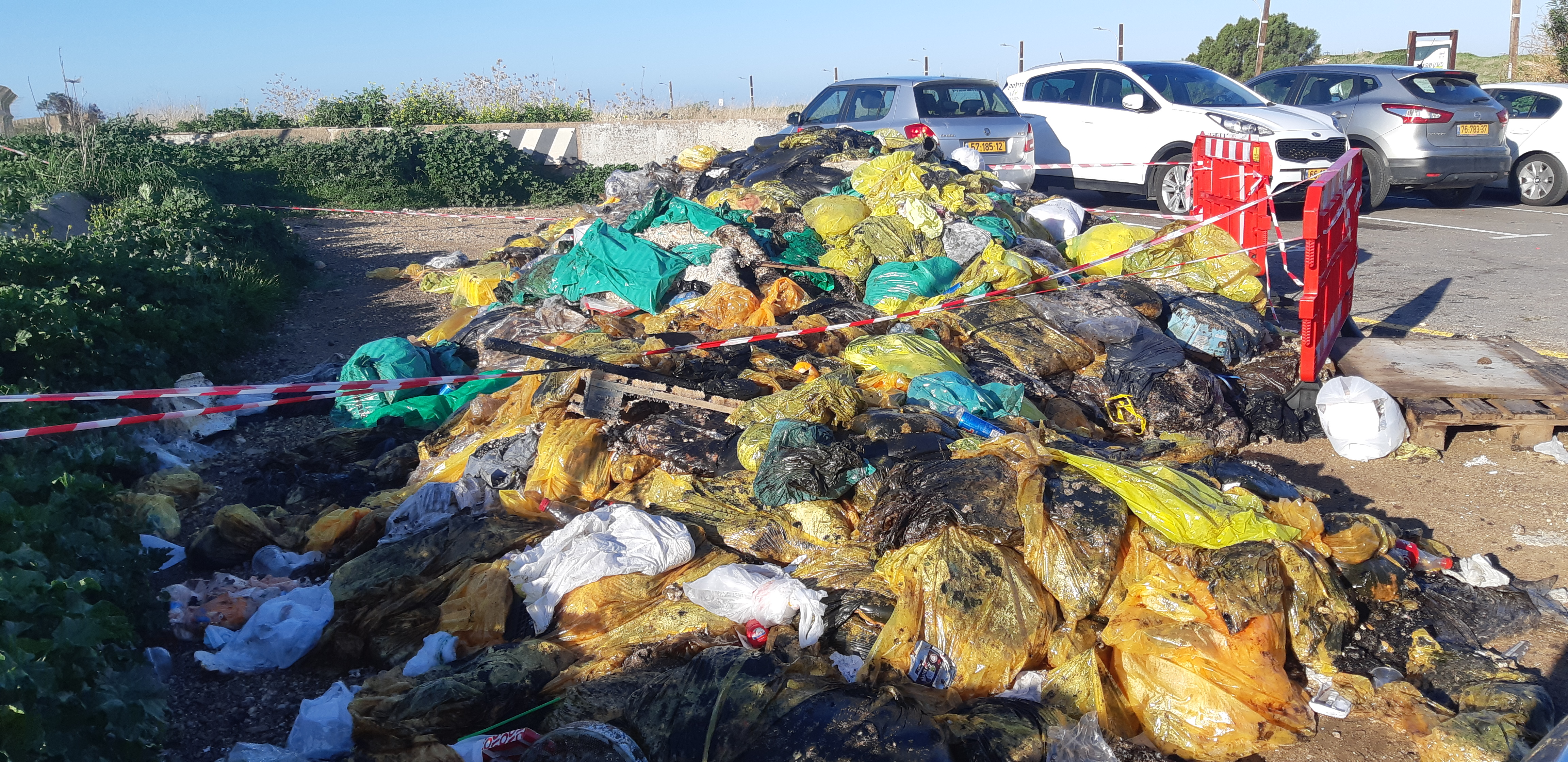
Müllbeutel mit eingesammeltem Teer